# Cyclaspis bacescui
Cyclaspis bacescui is een zeekommasoort uit de familie van de Bodotriidae. De wetenschappelijke naam van de soort is voor het eerst geldig gepubliceerd in 1982 door Omholt & Heard.